# پاندلیس پولیوپولوس

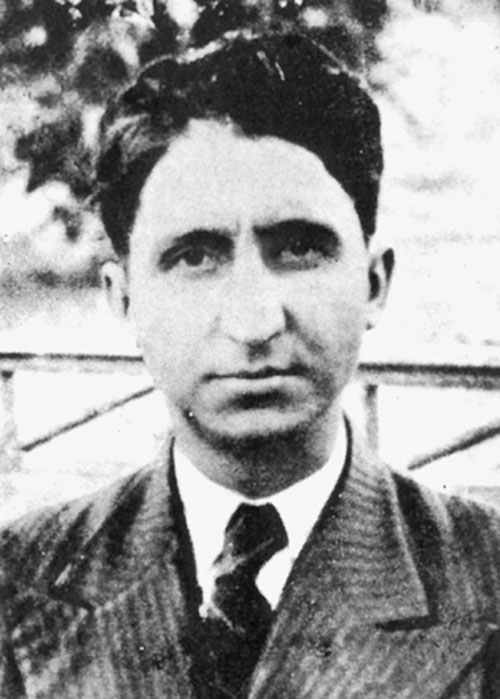
نگاره‌ای از پاندلیس پولیوپولوس، در سال ۱۹۴۳

پاندلیس پولیوپولوس (۱۹۰۰ - ۱۹۴۳) (به یونانی: Παντελής Πουλιόπουλος) از دبیرکل‌های حزب کمونیست یونان بود.
او همچنین از بنیان‌گذاران جنبش تروتسکیستی در یونان بود و آثار بسیاری در مورد تروتسکی، انقلابی شهیر روس، نوشته است.
او در زندان توسط فاشیست‌ها کشته شد.